# Mallochianamyia cladostyla
Mallochianamyia cladostyla är en tvåvingeart som beskrevs av Wheeler 2000. Mallochianamyia cladostyla ingår i släktet Mallochianamyia och familjen markflugor. Inga underarter finns listade i Catalogue of Life.